# Bianzhong

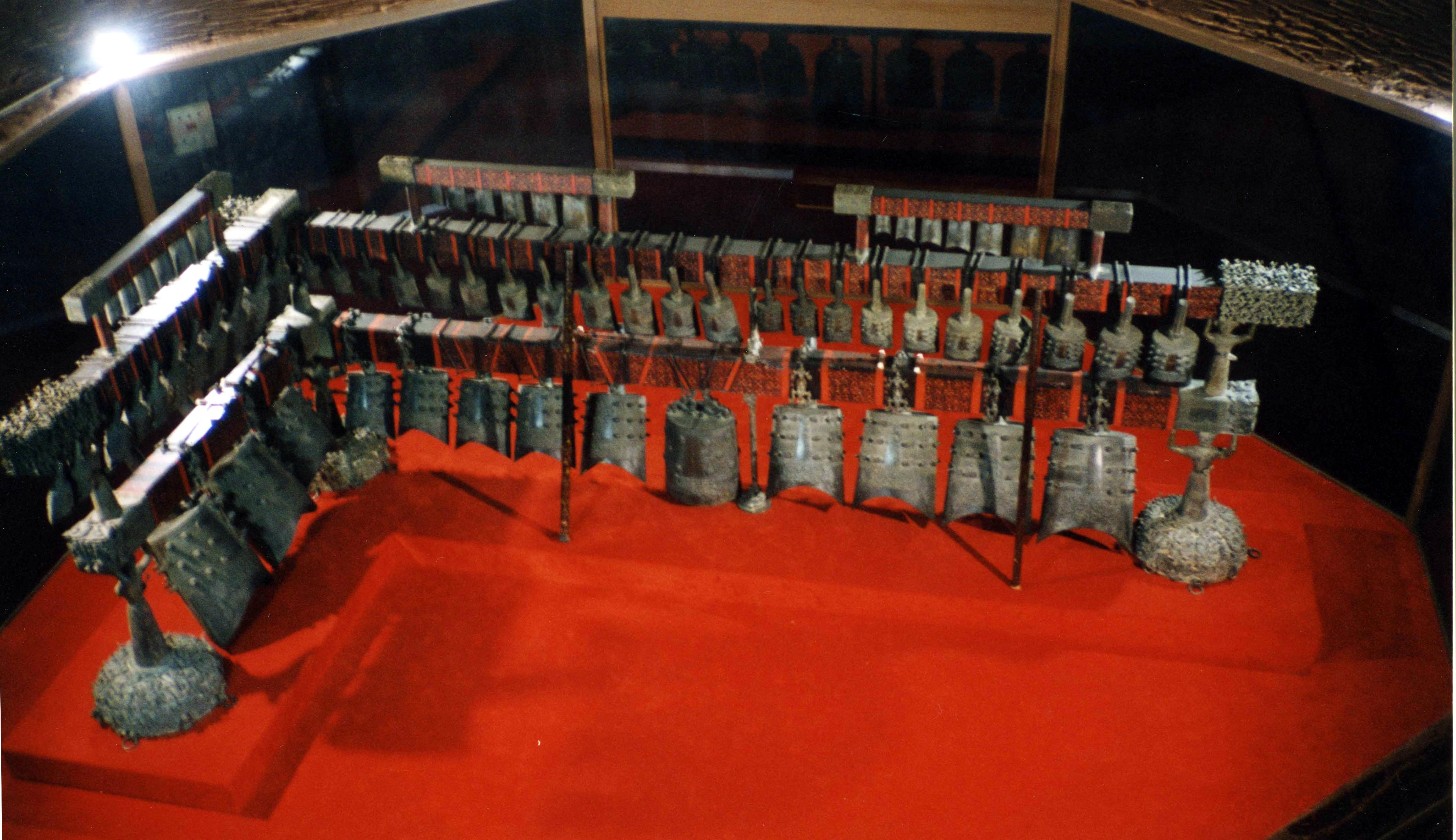
Glockenspiel aus dem Grab des Markgrafen Yi von Zeng

Bianzhong (chinesisch 編鐘 / 编钟, Pinyin biānzhōng) ist ein im alten China gespielter Satz unterschiedlich großer Glocken vom Typ der Ritualglocke zhong. Die auf festgelegte Tonhöhen gestimmten Bronzeglocken wurden in einen hölzernen Rahmen gehängt und mit Schlägeln geschlagen. Je nach Größe wurde das Glockenspiel von einer oder mehreren Personen bedient. Zusammen mit dem Klangsteinspiel bianqing war es ein bedeutendes Instrument in der chinesischen Ritual- und Hofmusik.
Die Zahl der Glocken war unterschiedlich, ein Standardsatz bestand früher aus 16 Glocken, es gibt aber auch andere Sätze, darunter aus 13 oder gar aus 65 Glocken (1 bozhong, 45 yongzhong und 19 niuzhong im Grab des Markgrafen Yi von Zeng).
Verschiedene Sätze von bianzhong wurden in Koreas Hofmusik während der Zeit der Song-Dynastie importiert. In Korea ist ein ähnliches Instrument unter dem Namen pyeonjong bekannt und noch in Gebrauch.

## Archäologische Funde

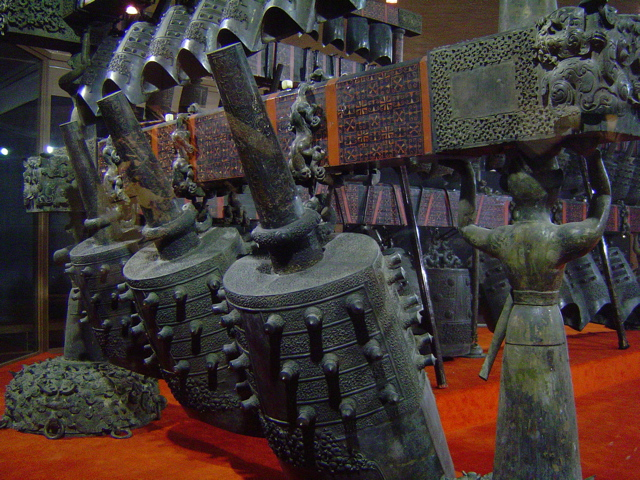
Nahaufnahme des Glockenspiels aus dem Grab des Markgrafen Yi von Zeng (Zeng hou Yi bianzhong) im Provinzmuseum Hubei in Wuhan

Die ältesten Instrumente stammen aus der Shang-Dynastie und haben eine Geschichte von 3500 Jahren. Der Fund des großen Glockenspiels aus dem Grab des Markgrafen Yi von Zeng (nach 433 v. Chr.) aus der frühen Zeit der Streitenden Reiche hat in seiner Pracht zahlreiche andere jüngere Funde in den Schatten gestellt, die jedoch musikhistorisch ebenso von großen Interesse sind. Dazu zählt beispielsweise der Fund aus dem Chu-Grab von Changtaiguan in Xinyang, Provinz Henan mit seinen 13 Glocken. 
In den jüngsten Jahren wurden auch in Chinas Süden und Südwesten verschiedene Glockenspiele der dort ansässigen Völker aus der Zeit der Streitenden Reiche bis zur Han-Dynastie ausgegraben, darunter Funde in Yunnan, Sichuan, Guangxi und aus dem Grab des Königs von Nanyue in Guangzhou (Kanton).

## Berühmte historische Instrumente

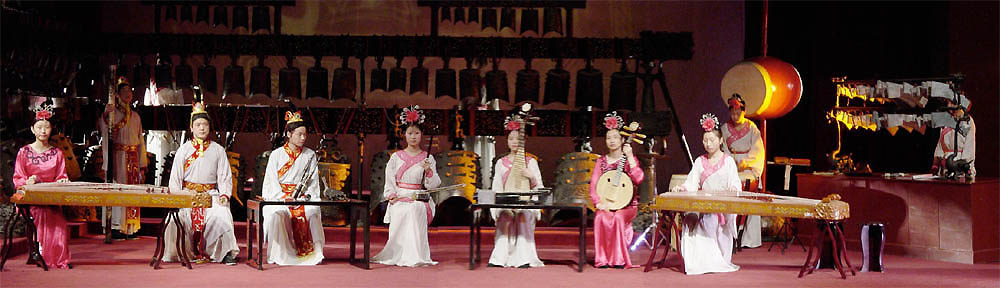
Konzert auf Nachbauten antiker Musikinstrumente im Provinzmuseum Hubei (Wuhan). Das berühmte Glockenspiel (bianzhong) aus dem Grab des Markgrafen Yi von Zeng befindet sich im Hintergrund, das Klangsteinspiel bianqing auf der rechten Seite

- Glockenspiel des Markgrafen Yi von Zeng (nach 433. v. Chr.)
- Glockenspiel von Xinyang (Chu-Grab in Changtaiguan)
- Glockenspiel des Markgrafen von Cai (Shouxian, Anhui)
- Glockenspiel des Königs von Nanyue (Kanton)